# Organabo
Organabo is een dorp in de gemeente Iracoubo in Frans-Guyana, Frankrijk. Het dorp wordt bewoond door inheemse Kari’na, en bevindt zich ongeveer 15 kilometer ten westen van het hoofddorp van de gemeente.

## Overzicht
De Kari’na waren oorspronkelijk semi-nomadisch. Ze woonden oorspronkelijk in het estuarium van de Iracoubo aan het strand bij de Atlantische Oceaan, maar zijn verhuisd naar de huidige locatie aan de N1.
De economie van Organabo is gebaseerd op landbouw en visserij. In 2019 kreeg het dorp de beschikking over 700 hectare gemene grond. Er is geen school in het dorp, en het is voor onderwijs aangewezen op Iracoubo.
In 2020 werd Organabo volgens het dorpshoofd Ernest Grand Emile voornamelijk bewoond door ouderen, omdat de jeugd naar de stad getrokken was. De coronapandemie veroorzaakte veel zorgen bij de bewoners. Het dorp heeft zelfvoorzienendheid, en daarom was er overgegaan tot zelfisolatie, en werden de toegangswegen tot het dorp afgesloten.